# 6413 Iye
6413 Iye eller 1993 TJ3 är en asteroid i huvudbältet som upptäcktes den 15 oktober 1993 av de båda japanska astronomerna Kazuro Watanabe och Kin Endate vid Kitami-observatoriet. Den är uppkallad efter den japanske astronomen Masanori Iye.
Asteroiden har en diameter på ungefär 5 kilometer och den tillhör asteroidgruppen Flora.